# Koki Machida
Koki Machida (Japans: 町田浩樹) (Ibaraki, 25 augustus 1997) is een Japans voetballer.

## Clubcarrière
Machida genoot zijn jeugdopleiding bij Kashima Antlers. Op 25 mei 2016 maakte hij er zijn officiële debuut in het eerste elftal: in de J.League Cup-wedstrijd tegen Júbilo Iwata kreeg hij een basisplaats van trainer Masatada Ishii.
In januari 2022 werd hij uitgeleend aan de Belgische club Union Saint-Gilloise, waar hij een jaar later een vast contract tekende tot 2026. Op 9 mei 2024 scoorde hij het enige doelpunt tegen Antwerp in de finale van de Belgische voetbalbeker, waarmee hij de eerste bekerwinst van zijn club in 110 jaar tijd veiligstelde.
Op 1 juli 2025 maakte Machida een transfer naar het Duitse TSG Hoffenheim.

## Clubstatistieken
| Seizoen     | Club            | Competitie         | Competitie | Competitie | Competitie | Beker | Beker | Beker | Internationaal | Internationaal | Internationaal | Totaal | Totaal | Totaal |
| Seizoen     | Club            | Competitie         | Wed.       | Dlp.       | Ass.       | Wed.  | Dlp.  | Ass.  | Wed.           | Dlp.           | Ass.           | Wed.   | Dlp.   | Ass.   |
| ----------- | --------------- | ------------------ | ---------- | ---------- | ---------- | ----- | ----- | ----- | -------------- | -------------- | -------------- | ------ | ------ | ------ |
| 2016        | Kashima Antlers | J1 League          | 0          | 0          | 0          | 2     | 0     | 0     | —              | —              | —              | 2      | 0      | 0      |
| 2017        | Kashima Antlers | J1 League          | 2          | 0          | 0          | 0     | 0     | 0     | 0              | 0              | 0              | 2      | 0      | 0      |
| 2018        | Kashima Antlers | J1 League          | 8          | 2          | 1          | 5     | 0     | 0     | —              | —              | —              | 13     | 2      | 1      |
| 2019        | Kashima Antlers | J1 League          | 22         | 1          | 1          | 5     | 0     | 0     | 10             | 0              | 0              | 37     | 1      | 1      |
| 2020        | Kashima Antlers | J1 League          | 21         | 0          | 0          | 2     | 0     | 0     | —              | —              | —              | 23     | 0      | 0      |
| 2021        | Kashima Antlers | J1 League          | 34         | 5          | 1          | 5     | 0     | 0     | —              | —              | —              | 39     | 5      | 1      |
| Club Totaal | Club Totaal     | Club Totaal        | 87         | 8          | 3          | 19    | 0     | 0     | 10             | 0              | 0              | 116    | 8      | 3      |
| 2021/22     | → Union SG      | Jupiler Pro League | 11         | 0          | 1          | 0     | 0     | 0     | —              | —              | —              | 11     | 0      | 1      |
| 2022/23     | → Union SG      | Jupiler Pro League | 4          | 0          | 0          | 1     | 0     | 0     | 0              | 0              | 0              | 5      | 0      | 0      |
| Club Totaal | Club Totaal     | Club Totaal        | 15         | 0          | 1          | 1     | 0     | 0     | 0              | 0              | 0              | 16     | 0      | 1      |
| TOTAAL      | TOTAAL          | TOTAAL             | 102        | 8          | 4          | 20    | 0     | 0     | 10             | 0              | 0              | 132    | 8      | 4      |

## Interlandcarrière
Machida nam in 2020 deel aan de Olympische Zomerspelen 2020 in Tokio. Hij speelde er slechts één wedstrijd: in de eerste groepswedstrijd tegen Zuid-Afrika viel hij vijf minuten voor tijd in voor Ritsu Doan. Japan eindigde uiteindelijk vierde.

## Erelijst
| Beker van België   | 1× | 2023/24 |
| Belgische Supercup | 1x | 2024    |